# James Francis Stafford
Pour les articles homonymes, voir Stafford.
James Francis Stafford, né le 26 juillet 1932 à Baltimore (Maryland, États-Unis), est un cardinal américain de la Curie romaine, pénitencier majeur émérite de la pénitencerie apostolique depuis 2009.

## Biographie

### Formation
Il a fait ses études au séminaire universitaire de Baltimore et à l'Université catholique d'Amérique.

### Prêtre
Il est ordonné prêtre le 15 décembre 1957 à Rome pour l'archidiocèse de Baltimore.
Jeune prêtre, son ministère l'a conduit dans plusieurs paroisses de son diocèse.

### Évêque
Nommé évêque titulaire de Respecta (de) et évêque auxiliaire de Baltimore le 11 janvier 1976, il est consacré le 29 février suivant par William Donald Borders avec comme co-consécrateurs Lawrence Shehan et Thomas Austin Murphy (en). Le 17 novembre 1982, il devient évêque de Memphis dans le Tennessee. Quatre ans plus tard, le 3 juin 1986, il est nommé archevêque de Denver dans le Colorado.
Il accueille dans son diocèse les Journées mondiales de la jeunesse 1993.
Peu de temps après, le 20 août 1996, il est appelé à la Curie romaine par Jean-Paul II comme président du Conseil pontifical pour les laïcs.

### Cardinal
Il est créé cardinal lors du consistoire du 21 février 1998 avec le titre de cardinal-diacre de Gesu Buon Pastore alla Montagnola. Le 1er mars 2008, après 10 ans comme cardinal-diacre, il opte pour l'ordre de cardinal-prêtre avec le titre de San Pietro in Montorio.
Le 4 octobre 2003, il est nommé Pénitencier majeur (ou Grand pénitencier) de la pénitencerie apostolique, un des seuls postes de la Curie romaine qui ne cesse pas durant la vacance du siège apostolique.
Il se retire le 2 juin 2009.
Il est l'un des cardinaux électeurs qui participe au conclave de 2005 qui élit le pape Benoît XVI. Il atteint les quatre-vingts ans le 26 juillet 2012, ce qui l'empêche de prendre part aux votes des conclaves de 2013 (élection de François) et de 2025 (élection de Léon XIV).